# 阿尔方斯·希特尔
阿尔方斯·希特尔（Alfons Hitter，1892年6月4日 - 1968年3月11日）是第二次世界大战期间的一位德国国防军軍官，曾担任第206步兵师师长，並获颁騎士鐵十字勳章。
1944年，在苏军的巴格拉基昂行動期间，希特尔的师在维捷布斯克被包围，他率部投降。他在苏联被判定为战犯，被监禁了11年，他在此期间曾加入过自由德国全国委员会，並于1955年获释。